# Webshore
Le terme Webshore est utilisé pour parler de délocalisation de services principalement dans le monde de l'informatique.

## Principe
Le Webshore est une dérive extrême du développement offshore car dans ce cas on n'a plus de délocalisation du service vers un pays mais plutôt une délocalisation virtuelle : on ne se soucie plus de l'endroit où se trouve le travailleur et donc par extension de ses conditions de travail, la relation demandeur/fournisseur est virtuelle elle s'effectue à partir d'un site internet spécialisé.
Dans un article sur le magazine en ligne Infoworld publié en 2005, le chroniqueur informatique David L. Margulius partage son expérimentation du service Amazon Mechanical Turk et le qualifie de modèle de webshoring, dans lequel on ne se soucie plus de la localisation du travailleur du moment que le travail est fait au prix désiré,. Les sites pour freelances Elance et Odesk proposent également des modèles de webshoring.